# Azare
Azare este un oraș din Nigeria. Populația este în creștere, de la 69.035 la recensământul din 1991 la 110.542 la estimarea din 2007.